# 河井友莉亜
河井友莉亜（かわい ゆりあ、1998年10月26日 - ）は、日本の俳優女優、舞台女優。静岡県出身。2020年8月6日よりエッグスター所属。

## 出演

### テレビドラマ
- いつまでも白い羽根 - 看護学生 役（東海テレビ、2018年）
- 特捜9 - 平原詩織 役（テレビ朝日、2020年）

### TV
- ハナタカ!優越館 - 娘 役（テレビ朝日、2018年）

### CM
WEB CM
- 江崎新聞社「父と、娘と、新聞と編」娘 役（2017年）

### WEB
- 「ユニリーバLUX」インタビュー動画
- 漫画「ハニーレモンソーダ」PR動画

### 舞台
- テアトル館「白雪姫」：フォーレ 役（2016年4月）
- 日暮里サニーホール「明日への詩」：坂下葉月 役（2017年10月）
- 新宿シアターブラッツ「スタントウーマン」：清水秋乃 役（2018年5月）
- 座・プロローグ「王子と乞食」：エアリエル 役（2018年11月）
- シアターKASSAI「降臨HEARTS&SOUL」：石田三成 役（2019年4月）